# Geoffrey Chinedu
Geoffrey Charles Chinedu (Lagos, 1º ottobre 1997) è un calciatore nigeriano, attaccante dell'Astana.

## Carriera
Dopo aver giocato nella seconda divisione albanese e nella massima serie macedone (durante la sua permanenza al Rabotnički disputa tra l'altro anche due partite nei turni preliminari di Europa League), il 31 agosto 2019 viene acquistato a titolo definitivo dalla squadra ucraina dell'Olimpik Donec'k, militante nella massima serie locale. Dopo aver giocato 11 partite nella stagione 2019-2020, nel biennio successivo gioca in prestito prima al Trans Narva nella massima serie estone e poi al Lahti nella massima serie finlandese.

## Statistiche

### Presenze e reti nei club
Statistiche aggiornate al 6 gennaio 2022.
| Stagione          | Squadra           | Campionato        | Campionato | Campionato | Coppe nazionali | Coppe nazionali | Coppe nazionali | Coppe continentali | Coppe continentali | Coppe continentali | Altre coppe | Altre coppe | Altre coppe | Totale | Totale |
| Stagione          | Squadra           | Comp              | Pres       | Reti       | Comp            | Pres            | Reti            | Comp               | Pres               | Reti               | Comp        | Pres        | Reti        | Pres   | Reti   |
| ----------------- | ----------------- | ----------------- | ---------- | ---------- | --------------- | --------------- | --------------- | ------------------ | ------------------ | ------------------ | ----------- | ----------- | ----------- | ------ | ------ |
| gen.-giu. 2017    | Besa Kavajë       | KP                | 7          | 1          | CA              | -               | -               |                    | -                  | -                  |             | -           | -           | 7      | 1      |
| 2017-2018         | Rabotnički        | 1L                | 28         | 11         | CM              | 0               | 0               | UEL                | 0                  | 0                  |             | -           | -           | 28     | 11     |
| 2018-2019         | Rabotnički        | 1L                | 30         | 1          | CM              | 2               | 0               | UEL                | 2                  | 0                  |             | -           | -           | 34     | 1      |
| Totale Rabotnički | Totale Rabotnički | Totale Rabotnički | 58         | 12         |                 | 2               | 0               |                    | 2                  | 0                  |             | -           | -           | 62     | 12     |
| 2019-2020         | Olimpik Donec'k   | PL                | 11         | 0          | CU              | 2               | 1               |                    | -                  | -                  |             | -           | -           | 13     | 1      |
| 2020              | Trans Narva       | ML                | 29         | 7          | CE+CE           | 3+4             | 2+6             |                    | -                  | -                  |             | -           | -           | 36     | 15     |
| 2021              | Lahti             | VL                | 27         | 7          | CF              | 0               | 0               |                    | -                  | -                  |             | -           | -           | 27     | 7      |
| Totale carriera   | Totale carriera   | Totale carriera   | 132        | 27         |                 | 11              | 9               |                    | 2                  | 0                  |             | -           | -           | 145    | 36     |

## Palmarès

### Club

#### Competizioni nazionali
- Liga Kubogy: 1

Astana: 2024